# Vasselin
Vasselin é uma comuna francesa na região administrativa de Auvérnia-Ródano-Alpes, no departamento de Isère. Estende-se por uma área de 3,85 km². Em 2010 a comuna tinha 466 habitantes (densidade: 121 hab./km²).